# Francisco de Figueroa

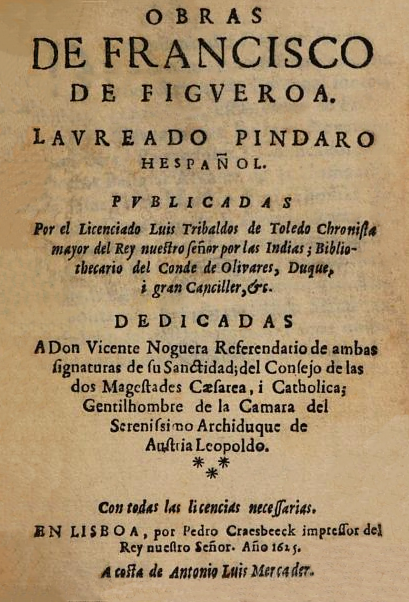
Obras de Francisco de Figueroa (Luis Tribaldos de Toledo, 1625).

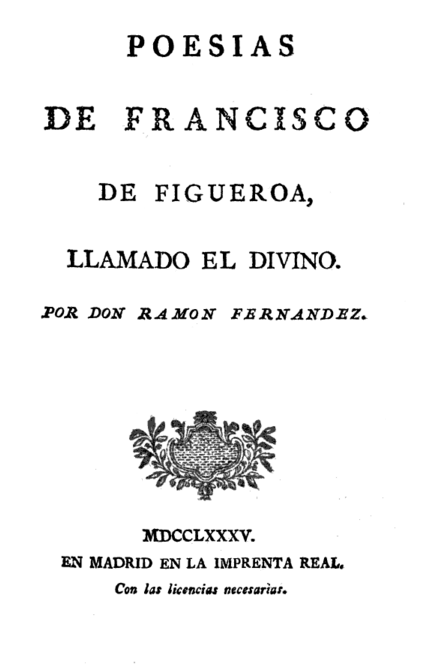
Poesías de Francisco de Figueroa (Ramón Fernández, 1785).

Francisco de Figueroa, kallad "El divino", född omkring 1530 i Alcalá de Henares, död där omkring 1588, var en spansk författare, som räknas till den spanska guldåldern.
Figuenroa deltog i krigen i Italien  och Flandern, varunder han hänryckte sina kamrater med sina eldiga, av djup känsla präglade, utmejslade dikter, vilka han av blygsamhet brände. 
Figueroa var ledamot av akademierna i Rom, Bologna och Siena. Hans herdedikter på blankvers efter italienskt mönster och hans mest berömda eklog Tirsis är intagna i Rivadeneyras "Biblioteca de autores españoles" (band 42).